# Nationalversammlung (Jugoslawien)
Die Nationalversammlung (Narodna Skupština) mit Sitz in Belgrad war 1921 bis 1931 das Parlament und von 1931 bis 1941 das Unterhaus des Parlamentes des Königreichs Jugoslawien. Neben der Nationalversammlung bestand ab 1931 im bikameralen Parlament noch der Senat als Oberhaus.

## Allgemeines
Das Parlament bestand aus Männern (Frauen hatten kein passives Wahlrecht) mit Mindestalter 25 Jahren (ab 1922: 30 Jahre). Eine weitere Voraussetzung für das passive Wahlrecht war die Beherrschung der serbokroatischen oder slowenischen Sprache in Wort und Schrift, was vor allem die Partizipation der deutschen und ungarischen, aber auch der albanischen Minderheit behinderte. Rechtsgrundlage war das Wahlgesetz vom 3. September 1920. Dieses wurde am 27. Juni 1922, 10. März 1931 und 24. März 1933 neu gefasst. Das Parlament verabschiedete am 28. Juni 1921 die Veitstagsverfassung, die durch die Verfassung vom 3. September 1931 abgelöst wurde.

## Wahlen
| Wahlperiode                                                         | Wahltermin         | Legislaturperiode                      | Zahl Mandate |
| ------------------------------------------------------------------- | ------------------ | -------------------------------------- | ------------ |
| Verfassungsgebende Versammlung                                      | 28. November 1920  | 23. Dezember 1920 bis 20. Oktober 1922 | 517          |
| I.                                                                  | 18. März 1923      | 16. April 1923 bis 10. November 1924   | 313          |
| II.                                                                 | 8. Februar 1925    | 7. März 1925 bis 15. Juni 1926         | 313          |
| III.                                                                | 11. September 1927 | 5. Oktober 1927 bis 6. Januar 1929     | 315          |
| Zwischen 6. Januar 1929 und 8. November 1931 bestand kein Parlament |                    |                                        |              |
| IV.                                                                 | 8. November 1931   | 7. Dezember 1931 bis 7. Februar 1935   | 306          |
| I.                                                                  | 5. Mai 1935        | 3. Juni 1935 bis 17. März 1938         | 368          |
| I.                                                                  | 11. Dezember 1938  | 16. Februar 1939 bis 1941              | 374          |

## Königsdiktatur und Ende
Die politische Lage in Jugoslawien war durch die Konflikte zwischen den Nationalitäten sehr instabil. Die Politik war von einer Vielzahl von Regierungswechseln und schwierigen Mehrheitsfindungen im Parlament geprägt. Am 6. Januar 1929 wurde das Parlament durch den König aufgelöst und eine Königsdiktatur errichtet. 1931 wurden wieder Parlamentswahlen durchgeführt. Die Parteien der einzelnen Nationalitäten blieben jedoch verboten und lediglich Gesamtjugoslawische Parteien wurden zugelassen. Das Parlament war damit nicht mehr repräsentativ für die Bevölkerung. Mit der bedingungslosen Kapitulation Jugoslawiens am 17. April 1941 infolge des Balkanfeldzugs endete das Mandat des Parlamentes.